# Qvale Mangusta
La Qvale Mangusta è una vettura sportiva prodotta dalla casa automobilistica italo-americana Qvale tra il 1999 e il 2002.
Durante la prima fase di produzione, è stata sviluppata sulla base della concept car De Tomaso Biguá, presentata al grande pubblico al salone dell'automobile di Ginevra del 1996. Quando iniziò la produzione, l'auto fu ribattezzata De Tomaso Mangusta (dal nome dell'auto originariamente costruita tra il 1967 e il 1971) ma, dal momento in cui De Tomaso si fece da parte, tutte le auto successive ricevettero il marchio Qvale.

## Storia
Nel 1993 e nel 1994, il direttore tecnico della Maserati Giordano Casarini fece numerosi viaggi di lavoro nel Regno Unito e, mentre era lì, vide per la prima volta la TVR Griffith e fu colpito dallo stile e dal successo delle vendite di un'auto così a basso volume di produzione.
Nel frattempo Alejandro de Tomaso aveva subito un ictus nel 1993. Dopo un periodo di recupero de Tomaso chiese a Casarini, che considerava un amico fidato, cosa fare con la società De Tomaso. Casarini gli suggerì di produrre una "TVR italiana", sottolineando gli elementi di design positivi che hanno reso attraente Griffith. Alejandro de Tomaso negoziò con il presidente della Maserati affinché lasciasse che Casarini andasse alla De Tomaso, in modo che i lavori sul progetto potessero iniziare.
Casarini intendeva utilizzare un motore V8 esistente e poco costoso in grado di ridurre i costi di acquisto e manutenzione dell'auto. Come da tradizione per le auto della De Tomaso, desiderava utilizzare un V8 Ford ed valutò la possibilità di utilizzare il nuovo V8 Ford modulare da 4,6 litri, ma scoprì che Ford non era ancora pronta per venderlo ai produttori.
Casarini venne a sapere che la TVR stava studiando la possibilità di utilizzare nelle sue auto i differenziali realizzati dall'azienda australiana BTR Automotive. Mentre comunicava con un fornitore per i differenziali, venne reindirizzato verso la Holden Special Vehicles, che sarebbe stato in grado di offrire motori e trasmissioni. In questa fase, al progetto De Tomaso è stato assegnato il nome in codice interno "ETX".
Poco dopo le comunicazioni di Casarini con HSV, la Ford Motor Company lo contattò con la notizia che sarebbero stati effettivamente in grado di fornire il V8 modulare, insieme a trasmissioni, accessori e sistemi elettrici.
Alejandro de Tomaso era stato un ammiratore del lavoro svolto da Marcello Gandini, quindi il designer fu chiamato a Modena per discutere del lavoro di progettazione del nuovo progetto De Tomaso. Per mostrargli il carattere e la sensazione del prodotto desiderato, Gandini è stato portato in giro su una TVR Griffith. Alla fine gli fu commissionato lo stile della vettura e gli fu data l'istruzione che il meccanismo del tetto pieghevole sulla De Tomaso fosse simile alla capote multi-posizione usata sulla Griffith.
Un prototipo dell'auto fu esposto al salone dell'automobile di Ginevra del 1996 e fu chiamato De Tomaso Biguà, sebbene necessitasse ancora di un ulteriore sviluppo prima di raggiungere la versione di produzione. La compagnia richiedeva il capitale per continuare con questo progetto e un appello iniziale al governo italiano fallì a causa del declino della salute di Alejandro de Tomaso. Alla fine, la società si avvicinò alla famiglia Qvale, che, guidata da Kjell Qvale, era stata un importatore nordamericano della De Tomaso Mangusta negli anni '60 e in seguito della Maserati quando era sotto la proprietà di De Tomaso. Qvale accettò di finanziare lo sviluppo dell'auto, con l'accordo che il prodotto finale sarebbe stato venduto con il marchio De Tomaso, come De Tomaso Mangusta. L'accordo tra De Tomaso e Qvale si incrinò per problemi di licenza e distribuzione. Bruce Qvale, che all'epoca gestiva Qvale, decise di produrre l'auto con il nome Qvale dopo un investimento di oltre 30 milioni di dollari nello sviluppo dell'auto.
Nel 1997, fu fondata la società Qvale Modena SpA per produrre la Mangusta. Bruce Qvale guidò il progetto di sviluppo di un impianto di produzione, che comportò la ristrutturazione e l'ammodernamento di un edificio a Modena. L'edificio era "elegantemente e completamente arredato, con marmo ovunque" e certificato ISO 9001.

## Stile e tecnologia

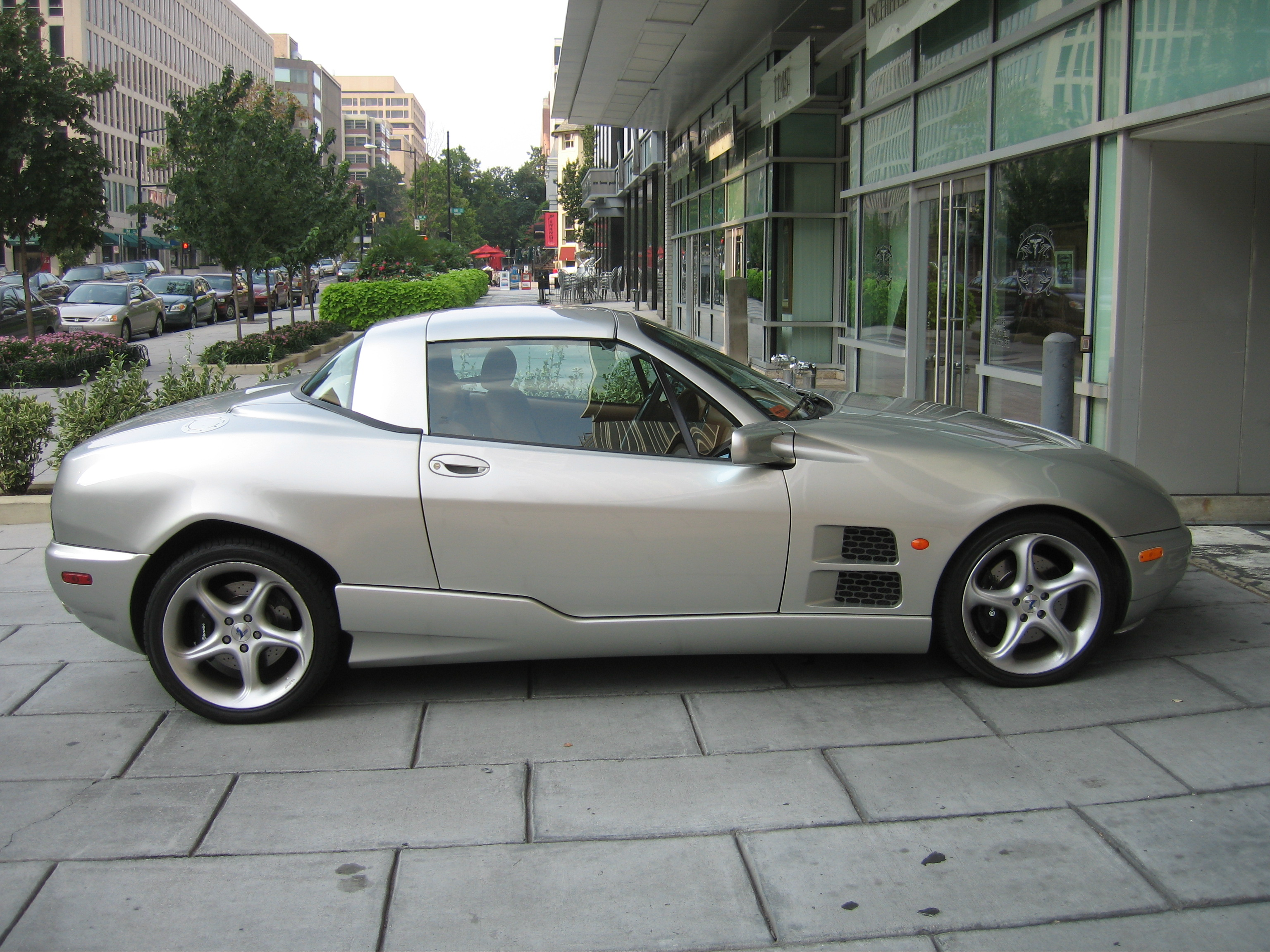
La Mangusta con la capote chiusa

Il telaio della Mangusta è stato progettato dall'ex designer di Formula 1 Enrique Scalabroni, che aveva lavorato per Dallara, Williams F1 e Scuderia Ferrari. Ogni telaio è formato da profilati d'acciaio tagliati al laser e saldati, successivamente veniva zincato dalla Vaccari & Bosi. I pannelli della carrozzeria venivano realizzati in plastica attraverso un processo di stampaggio per trasferimento di resina (RTM) da Stratime Cappelo Systems di Villers-Cotterêts, Francia; questa stessa società aveva fornito la carrozzeria utilizzando la tecnologia RTM per la Alfa Romeo SZ e la Lotus Elan M100. I pannelli venivano poi dipinti dall'azienda italiana Rovercoat SpA prima di essere montati sull'auto.
Il primo semplice mockup del design del telaio è stato fatto dalla Casarini e Scalabroni assemblando pezzi di cartone da imballaggio per mostrare il layout di base. Scalabroni ha posto l'accento sull'elevata rigidità torsionale del telaio, che era particolarmente importante in quanto il progetto finale non avrebbe avuto un tetto strutturale. Il design ha anche enfatizzato la sicurezza : una parte significativa dell'energia di impatto durante una collisione frontale veniva dissipata dal movimento laterale del motore. Nei test, il telaio Mangusta ha mostrato una rigidità torsionale di 1450 kg/m/gradi, che all'epoca era più di quattro volte la rigidità tipica di un'auto aperta. Sia le sospensioni anteriori che le posteriori della Mangusta utilizzano doppi bracci trasversali con molle elicoidali e barre antirollio.
La Mangusta utilizza un meccanismo unico della capote chiamato "roto-top", progettato da Gandini e ispirato al tetto pieghevole della TVR Griffith. Il roto-top presenta un pannello centrale rimovibile (simile alle normali configurazioni targa) ma consente anche alla parte posteriore di ruotare elettricamente su un perno non visibile posto in una cavità dietro i sedili. Questo processo trasforma l'auto in una decappottabile completa.
All'interno della Mangusta, le superfici più visibili sono rivestite in pelle. Visteon Automotive Systems è stato selezionato come fornitore per i sistemi elettrici interni. Al fine di risparmiare sui costi di manutenzione, l'interno condivide molte parti con la Ford Mustang SVT Cobra. I cerchi in lega della Mangusta sono stati prodotti dalla Antera.
Quando la Mangusta passò da essere un prototipo a un modello di produzione, Carlo Gaino di Synthesis Design fu incaricato di eseguire tutte le modifiche necessarie al design. Synthesis Design ha sviluppato due auto: una era il restyling dell'auto di produzione, l'altra un'evoluzione basata sulla riduzione dei costi di produzione.

## Produzione e lancio
La prima De Tomaso Mangusta fu completata il 10 novembre 1999. Il 6 gennaio 2000, al salone dell'automobile di Los Angeles, Bruce Qvale annunciò il ritorno del marchio De Tomaso in Nord America con la nuova Mangusta. Venne annunciato anche l'ingresso della Mangusta nelle corse, con la Qvale Motorsports che entrava con un'auto sponsorizzata da Tommy Bahama nella serie Trans-Am BF Goodrich. Il Mangusta è stato messo in vendita per US $ 78.900 il 20 gennaio 2000, con una singola opzione di ordinazione di cerchi in lega da 18 pollici.
Mentre la Mangusta veniva lanciato, Alejandro de Tomaso stava perseguendo autonomamente un altro progetto di design (che doveva riciclare il nome della De Tomaso Pantera). Dato che all'epoca la De Tomaso era sostenuta finanziariamente da Qvale, questo causò un contrasto tra Qvale e de Tomaso che alla fine portò alla decisione di interrompere la loro cooperazione sul progetto. La De Tomaso Mangusta fu ribattezzato "Qvale Mangusta" e la produzione continuò.
Ventinove vetture furono prodotte per i crash test e l'omologazione. Inoltre, una Qvale Mangusta con guida a destra parzialmente completata è stata mostrata al British Motor Show nell'ottobre 2000 e in seguito è stata venduta in Europa. Complessivamente sono state vendute 284 auto, 18 delle quali in Europa.

## Reazioni
I giornalisti automobilistici hanno elogiato la macchina per le sue prestazioni e maneggevolezza, e per l'utilità del roto-top. Alcuni problemi di qualità costruttiva sono stati riscontrati sulle prime auto e lo stile non convenzionale ha suscitato reazioni contrastanti.
I dati poco brillanti sulle vendite nel 2000 hanno spinto Qvale a ridurre il prezzo delle automobili del 2001 di quasi 10.000 dollari, che la società ha annunciato il 13 ottobre 2000.

## Contratto con MG
Nell'estate del 2000, dopo che la BMW aveva venduto il gruppo MG Rover al Phoenix Consortium, Bruce Qvale contattò uno dei direttori del consorzio, Nick Stephenson, e propose di formare un accordo di distribuzione europea per la Qvale Mangusta. Poco dopo, Stephenson e i suoi colleghi hanno iniziato a prendere in considerazione la possibilità di utilizzare la piattaforma Mangusta per sviluppare un'auto ad alte prestazioni per far crescere il marchio MG.
Il 28 febbraio 2001, Stephenson e il suo collega Peter Beale hanno avviato trattative con Qvale Modena per l'acquisto di beni di produzione Mangusta. È stato redatto un contratto e il 19 giugno dello stesso anno è stato annunciato che l'accordo era stato completato (con rapporti sul conto che indicavano che il prezzo era di 7 milioni di sterline).
Sulla piattaforma Qvale Mangusta è stata sviluppata la MG XPower SV.

## Scheda tecnica
- Configurazione: motore centrale anteriore, trazione posteriore
- Velocità massima - 257 km/h (cambio manuale); 250 km/h (cambio automatico)
- Accelerazione - 0-100 km/h: 5,3 secondi
- Cilindrata motore - 4.601 cc
- Tipo di motore - V8 aspirato 4 valvole in alluminio con albero a camme in testa e rapporto di compressione 9,8:1
- Potenza di picco - 320 CV (239 kW) a 6000 giri/min
- Coppia di picco - 426 Nm a 4800 giri/min
- Trasmissione - Cambio manuale a 5 marce BorgWarner T45, cambio automatico a 4 marce (opzionale)
- Freni - Dischi ventilati Brembo con ABS e controllo della trazione
- Sospensione - doppi bracci trasversali, molle elicoidali (anteriore e posteriore)
- Sterzo: cremagliera e pignone servoassistiti

## Opzioni
- Colori esterni disponibili 
  - Grigio argento metallizzato
  - Verde mangusta metallizzato
  - Blu Santorini perlato
  - Rosso corallo perlato
  - Giallo tigre
  - Nero mezzanotte
- Colori interni disponibili 
  - Nero
  - Tabacco
  - Cappuccino